# Gare de l'avenue de Saint-Ouen
Ne doit pas être confondu avec Gare de Saint-Ouen-sur-Seine, Gare de Saint-Ouen-Garibaldi ou Gare de Saint-Ouen.
La gare de l'avenue de Saint-Ouen est une gare désaffectée de la ligne de Petite Ceinture à Paris, en France.
Parfois appelée à tort gare de Saint-Ouen,, elle ne doit pas être confondue avec l'ancienne gare de Saint-Ouen-sur-Seine qui se trouvait sur la ligne de La Plaine à Ermont - Eaubonne ou l'actuelle gare de Saint-Ouen située sur la ligne d'Ermont - Eaubonne à Champ-de-Mars.

## Caractéristiques
La gare se situe dans le nord-ouest du 18e arrondissement de Paris près de la porte de Saint-Ouen, au croisement de l'avenue de Saint-Ouen avec la rue Belliard et la rue Leibniz. Elle est bâtie en pont sur les voies de la Petite Ceinture, qui circule en tranchée ouverte à l'est et passe en tunnel à l'ouest.
Le bâtiment voyageurs est un édifice d'un étage, à l'architecture similaire aux gares du boulevard Ornano, de La Chapelle-Saint-Denis et de Charonne. Les quais de la gare subsistent.

## Histoire
La gare est ouverte aux voyageurs le 16 novembre 1863 ; elle est reconstruite le 16 mai 1889.
Le 21 mars 1915, elle est bombardée par un ballon dirigeable allemand Zeppelin.
Comme le reste de la Petite Ceinture, la gare est fermée au trafic voyageurs depuis le 23 juillet 1934. Le bâtiment voyageurs a longtemps été occupé ensuite par des commerces.

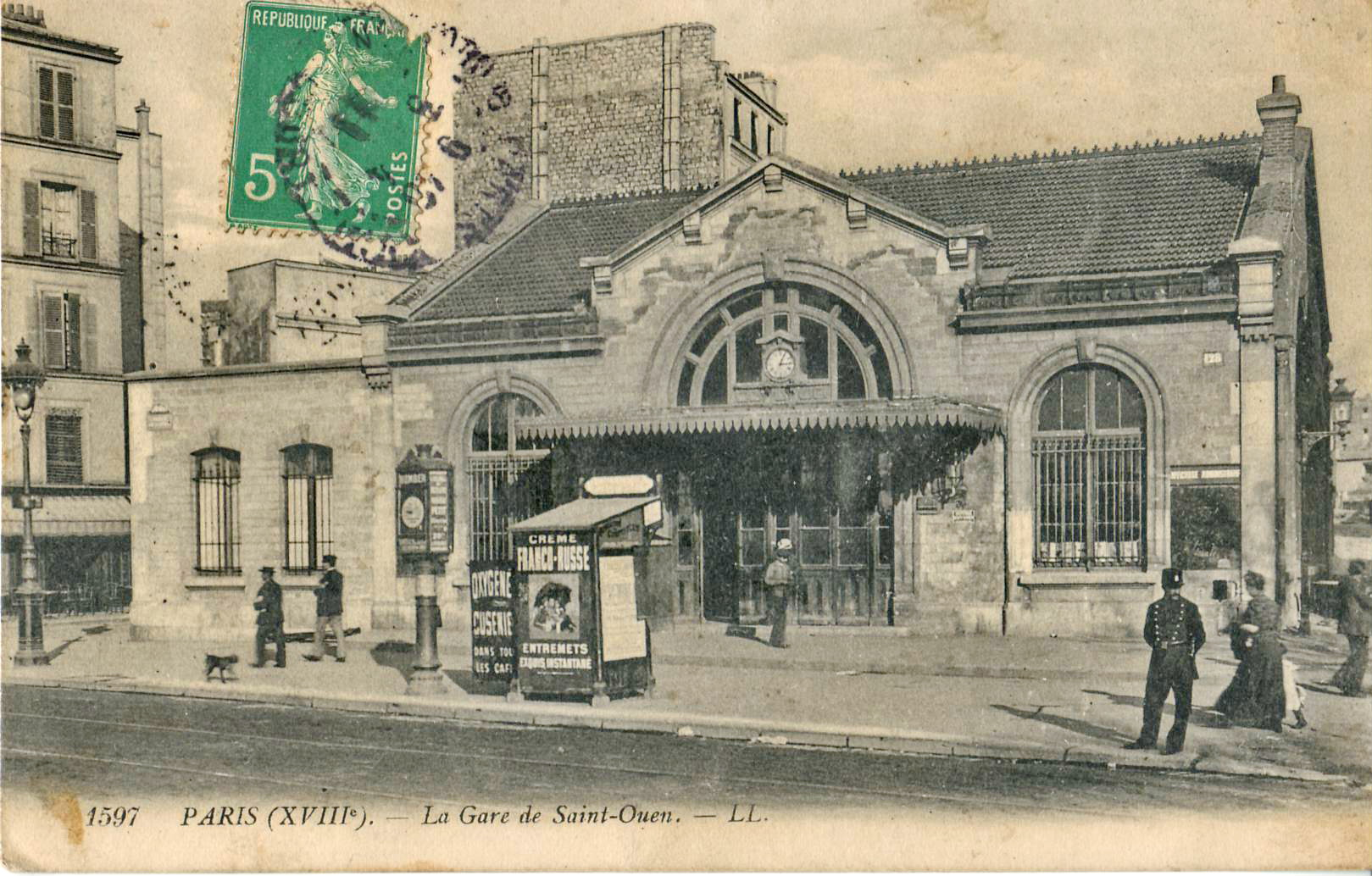
La façade de la gare au début du XXe siècle.
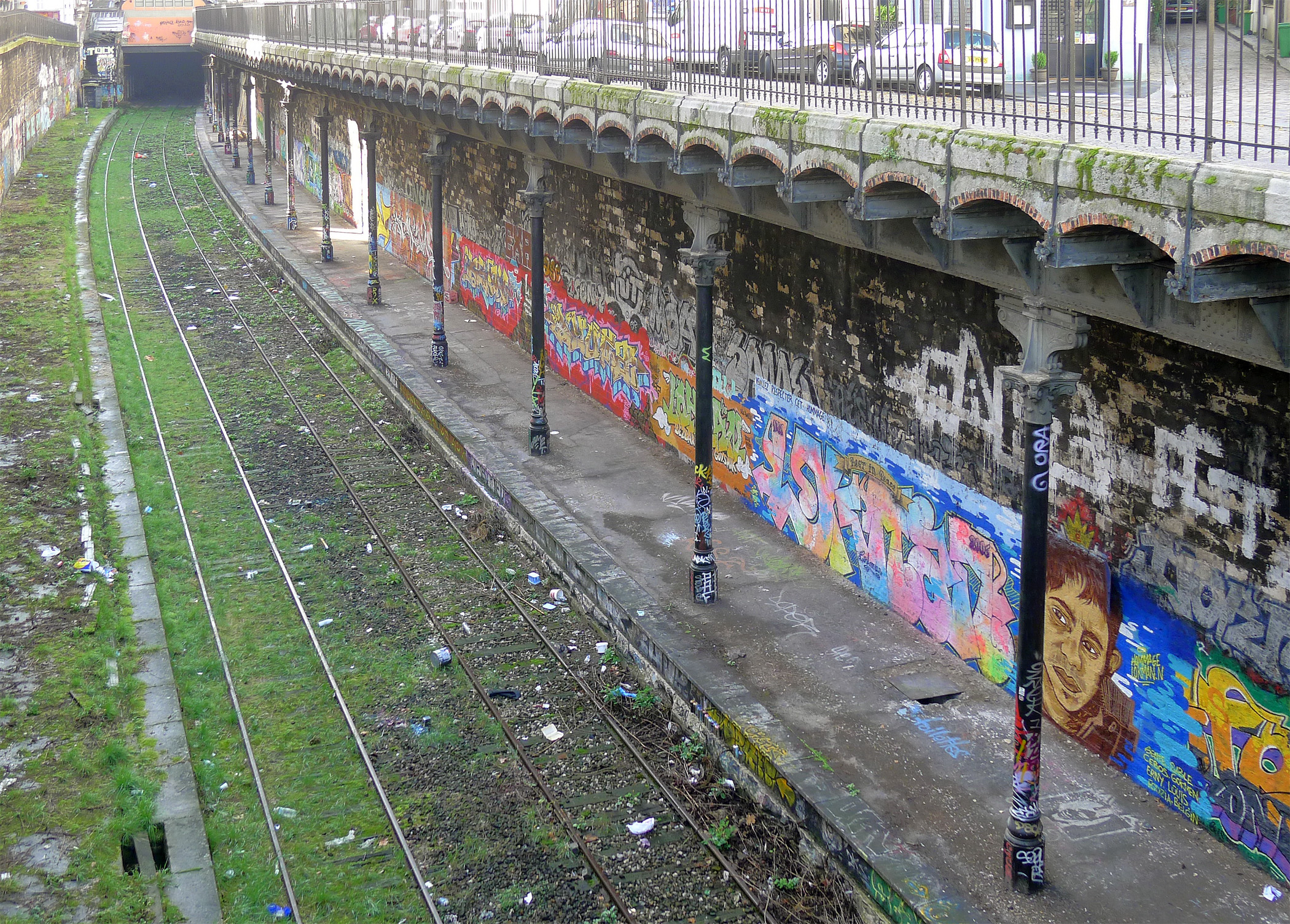
Quais, depuis le pont de la rue Vauvenargues.
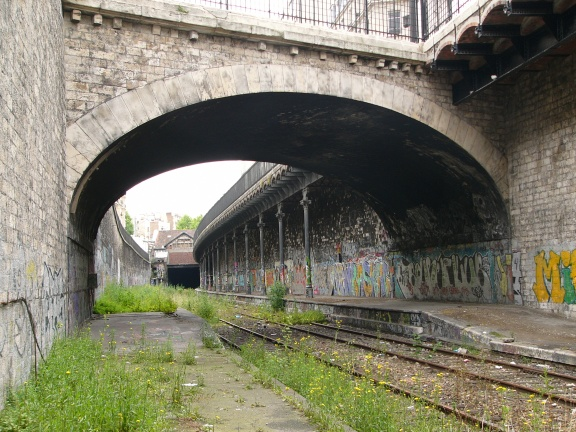
Quais, au niveau de la voie ferrée depuis l'est du pont de la rue Vauvenargues.

## Espace culturel
Le bâtiment voyageurs, réhabilité, est occupé, courant 2017, par un espace culturel « Le Hasard Ludique »,.

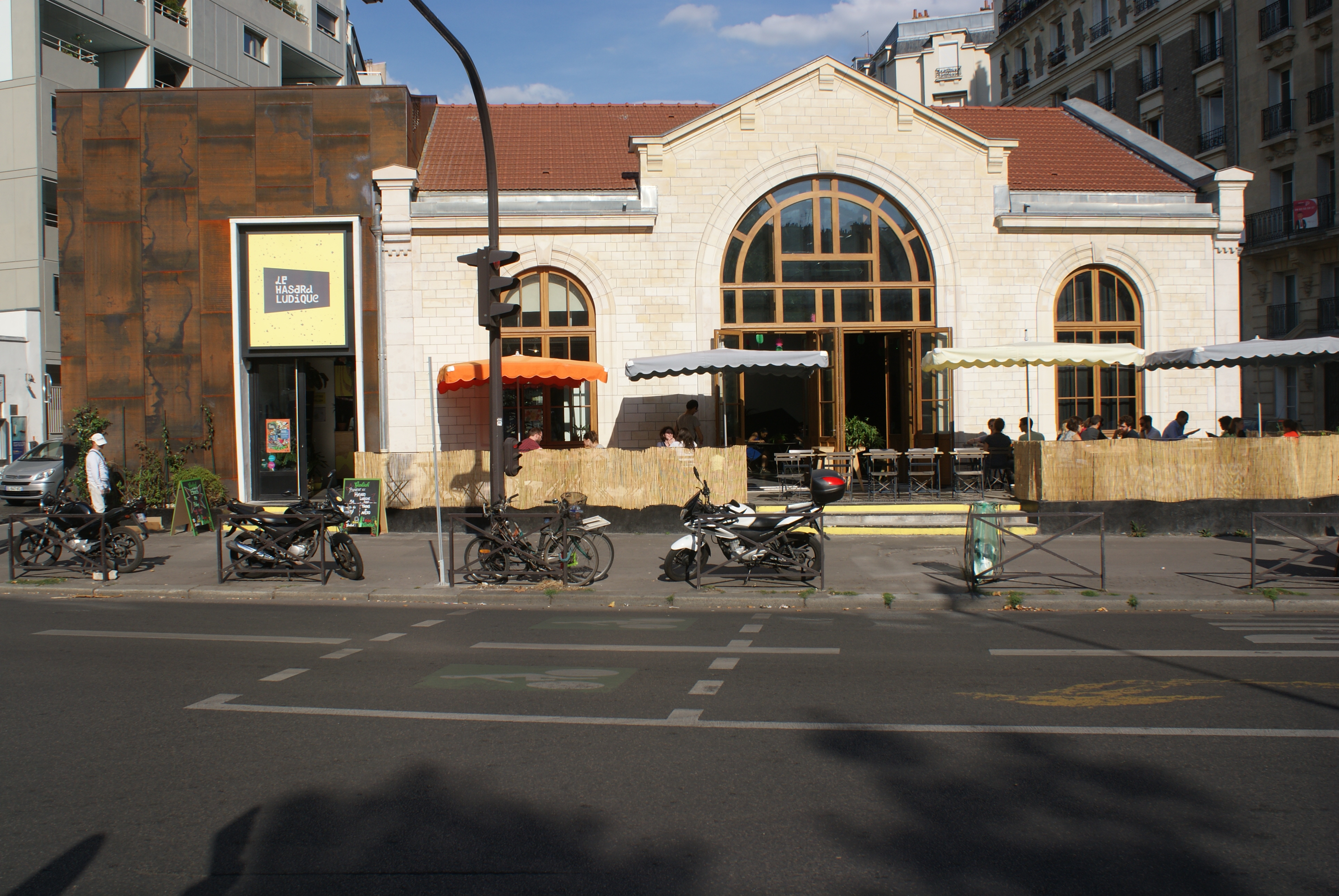
La gare rénovée, en 2017, occupée par « Le Hasard Ludique ».
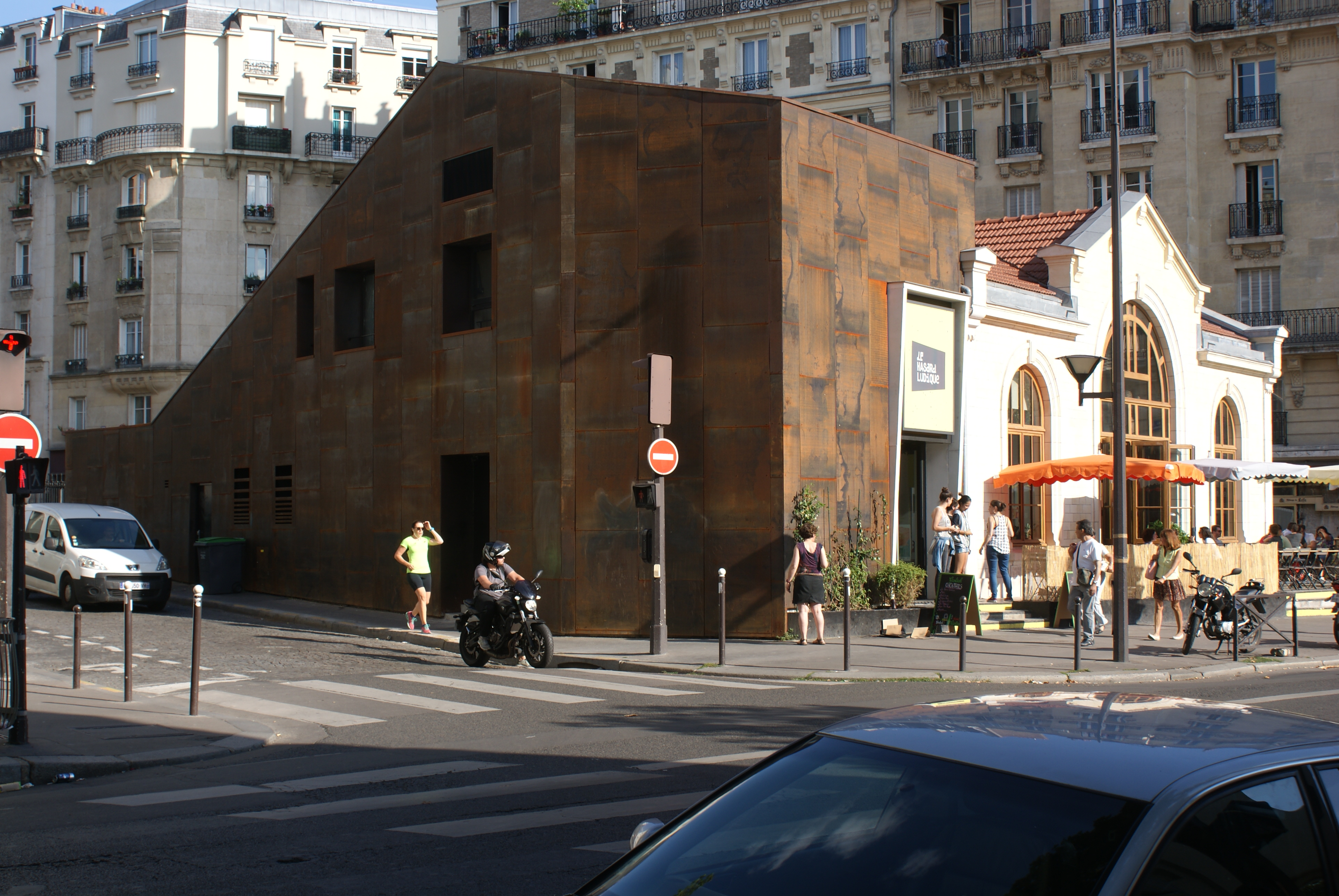
Aile rénovée de la gare, en 2017, recouverte d'un bardage en acier Corten.
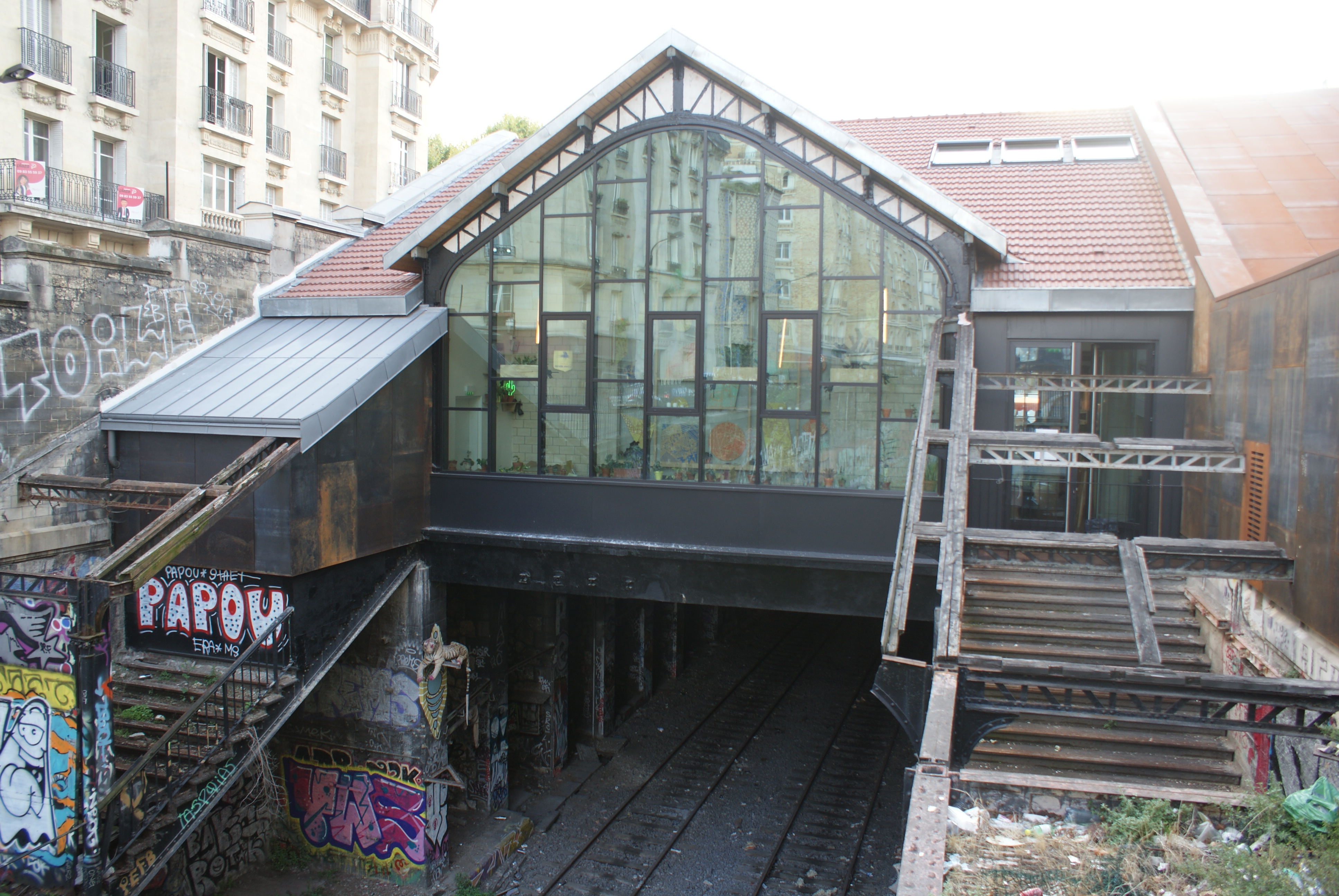
Nouvelle façade arrière de la gare, en 2017.